# Villeneuve-Frouville
Villeneuve-Frouville é uma comuna francesa na região administrativa do Centro, no departamento Loir-et-Cher. Estende-se por uma área de 4,38 km². Em 2010 a comuna tinha 64 habitantes (densidade: 14,6 hab./km²).